# Судзуки, Кахо
Кахо Судзуки (яп. 鈴木 花歩 Судзуки Кахо,  2 февраля 2002, Кусиро, Япония) — японская хоккеистка, центральный нападающий. Игрок национальной сборной Японии, дебютировавшая в 2019 году. В чемпионате Японии выступает за команду «Дайсин». С 2017 по 2020 год играла в составе юниорской сборной Японии. Победительница первого дивизиона юниорского чемпионата мира 2018, на котором стала лучшей по проценту выигранных вбрасываний. Вместе с Аири Сато и Аканэ Сига провела наиболее количество матчей на юниорских чемпионатах мира среди японских хоккеисток.

## Биография
Кахо Судзуки родилась в городе Кусиро. В чемпионате Японии играет за команду «Дайсин». В сезоне 2016/17, в возрасте 15-ти лет, Судзуки дебютировала за юниорскую сборную Японии на чемпионате мира до 18 лет. Японская команда выступила неудачно, заняв последнее место и перейдя в первый дивизион. Кахо отдала одну результативную передачу при нейтральном показателе полезности. На последующем турнире 1-го дивизиона Судзуки забросила четыре шайбы, став лучшим снайпером своей сборной, а также лучшим игроком первенства по проценту выигранных вбрасываний. Японки выиграли все матчи на соревновании и получили допуск в элитный дивизион.
В 2019 году сборная Японии не сумела остаться в элите, заняв последнее место. Судзуки набрала 2 (1+1) балла за результативность при показателе полезности «−6». В этом же году Кахо дебютировала за основную сборную Японии на чемпионате мира 2019. На турнире она не смогла отметиться результативными действиями. Япония проиграла в 1/4 финала сборной США и заняла на турнире 8-е место. В начале 2020 года Судзуки приняла участие на своём четвёртом юниорском чемпионате мира. На турнире в группе A первого дивизиона она забросила шайбу и отдала два результативных паса. Японки выступили неудачно, заняв второе место и не прошли отбор в топ-дивизион. Завершающий матч турнира стал для Судзуки и партнёрши по команде, Аири Сато, 21-м на юниорских чемпионатах мира; по этому показателю они сравнялись с рекордсменкой Аканэ Сига.

## Статистика
| Легенда | Легенда                    | Легенда | Легенда                   | Легенда | Легенда    |
| ------- | -------------------------- | ------- | ------------------------- | ------- | ---------- |
| И       | Количество проведённых игр | Штр     | Штрафное время            | +/−     | Плюс-минус |
| Г       | Голы                       | П       | Голевые передачи          | О       | Очки       |
| -       | Статистика неизвестна      | —       | Статистика не учитывалась |         |            |

### Международная
По данным: Eurohockey.com и Eliteprospects.com

## Достижения
Командные
| Год  | Команда         | Достижение                                                           | Достижение |
| ---- | --------------- | -------------------------------------------------------------------- | ---------- |
| 2018 | Япония (юниор.) | Победительница группы A первого дивизиона юниорского чемпионата мира |            |

- По данным Eliteprospects.com.

## Рекорды
Япония (до 18)
- Наибольшее количество сыгранных матчей на юниорских чемпионатах мира — 21 (совместно с Аири Сато и Аканэ Сига)

По данным: Eliteprospects.com